# 통계 모델
통계 모델(Statistical model) 또는 통계 모형은 표집 데이터(및 대형 모집단의 유사 데이터)의 생성과 관련하여 통계 추정 집합을 담은 수학적 모델이다. 통계 모델은 상당히 최적화된 형태의 데이터 생성 프로세스를 대표한다.
통계 모델은 보통 하나 이상의 랜덤 변수와 기타 비랜덤 변수 간의 수학적 관계로 규정된다. 그러므로 통계 모델은 이론의 형식적 표현이다.(Herman Adèr quoting Kenneth Bollen)
모든 가설 검정과 모든 통계 추정량은 통계 모델을 통해 파생된다. 즉, 통계 모델은 통계적 추론의 토대의 일부라고 할 수 있다.

## 같이 보기
- 개념 모형
- 실험계획법
- 통계적 추론
- 확률 과정
- 판별 모델
- 생성 모델